# 河阳街道
河阳街道，是中华人民共和国河南省焦作市孟州市下辖的一个乡镇级行政单位。

## 行政区划
河阳街道下辖以下地区：
怡园社区、缑村、函丈村、前龙宿村、中龙宿村、后龙宿村、梁村、上段村、东葛村、西葛村、北刘庄村、四联村、大伙村、北何庄村、梧桐村、中逯村、后逯村和长店村。